# Eurocopter EC725

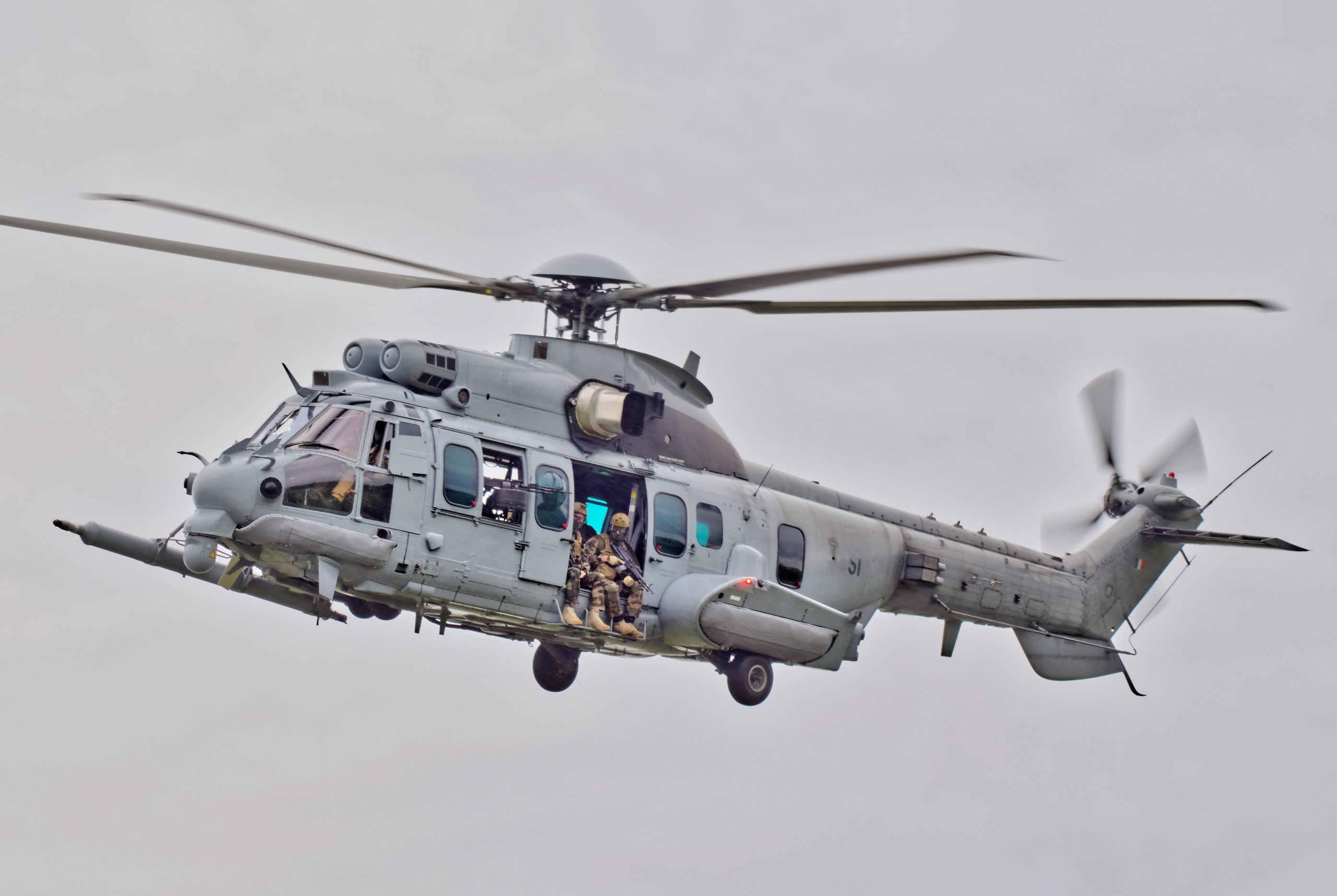
EC725 van de Franse luchtmacht, 2017

De Eurocopter EC725 is een militaire helikopter van Eurocopter. Het is de militaire variant van de EC225 Super Puma en een krachtiger en gemoderniseerde versie van de Cougar. De EC725 vloog voor het eerst op 27 november 2000 en is in 2005 in dienst genomen door de Franse strijdkrachten. Die noemen het toestel de "Caracal".
In 2010 werd aangekondigd dat het Indonesische bedrijf PT Dirgantara Indonesia (PTDI) aan de bouw van de EC725 en de EC225 zal meewerken. PTDI zal de staart en cabine produceren.

## Gebruik
De EC725 kan voor verscheidene taken gebruikt worden:
- Combat Search and Rescue (CSAR): voor het opsporen en evacueren van personen uit gevechtszones. Het toestel kan in alle weersomstandigheden, dag en nacht worden ingezet. Het is voorzien van beveiligde communicatiesystemen, passieve verdediging (o.a. bepantsering van de cabine; radar- en laserwaarschuwing; waarschuwing voor naderende missielen); het kan antiradarsneeuw (chaff) uitwerpen om radar te misleiden en flares afschieten om hittezoekende wapens te misleiden. Het kan bewapend worden met 7,62-mm machinegeweren in de cabine, en met raketlanceerders of 20-mm machinegeweren in uitwendig bevestigde houders.
- Transport van troepen: maximaal 29 zitplaatsen in de cabine.
- Transport van gewonden: 11 brancards en 5 verplegers kunnen meegenomen worden.
- Vracht: het toestel kan een uitwendige last van 4.750 kg hijsen.

## Karakteristieken
Eurocopter EC725 heeft volgende karakteristieken:
- Max. gewicht: 11.000 kg
- Max. nuttige lading: 5337 kg

- Max. snelheid: 324 km/u
- Kruissnelheid (fast cruise speed): 262 km/u
- Max. vliegduur zonder bijtanken: 6,3 uur. Het toestel kan in de lucht bijtanken.
- Maximum vliegbereik: 1339 km.

De EC725 wordt aangedreven door twee Turbomeca Makila 2A1 turboshaft-motoren. Het toestel heeft een vijfbladige rotor die kan toegevouwd worden.
- Rotordiameter: 16,20 m
- Lengte incl. rotor: 19,50 m
- Hoogte: 4,60 m

## Bestellingen
- De Franse luchtmacht was de eerste klant. Ze bestelde in 2001 zes exemplaren in CSAR-configuratie. Ze zijn operationeel ingezet in Libanon en in Afghanistan. In 2009 bestelde de Franse luchtmacht vijf extra exemplaren[3].
- Het Franse leger (Armée de Terre) bestelde in 2002 acht exemplaren voor "speciale operaties"[4].
- In 2008 werd aangekondigd dat het toestel ook in Brazilië zou gebouwd worden bij Helibras in Itajubá in Minas Gerais.[5] Voor het Braziliaanse leger, de Braziliaanse luchtmacht en de Braziliaanse marine werden in totaal 50 exemplaren besteld[6].
- In 2009 bestelde Mexico zes exemplaren voor het Mexicaanse leger, voor transport en speciale operaties[7].
- In 2010 bestelde Maleisië 12 EC725 CSAR-helikopters[8].
- In 2023 kondigde Nederland aan veertien Caracals aan te schaffen.[9] Bij de definitieve orderbevestiging werd het aantal om budgettaire redenen teruggebracht tot twaalf.[10]